# 海上自衛隊第3術科学校
海上自衛隊第3術科学校（かいじょうじえいたい だいさんじゅっかがっこう、略称: 3述校（さんじゅっこう）、英: MSDF 3rd Service School、 英略称: 3MSS）は、術科学校のひとつ。所在地は下総航空基地（千葉県柏市）。主として航空機関係、航空基地関係等の教育訓練を担当している。

## 概要
航空機及び航空機用機器並びに航空機又は航空機の航行に関する通信器材、電波器材その他の器材の整備並びに施設の工事に必要な知識及び技能を修得させるための教育訓練を行うとともに、これらの術科に関する部隊の運用等に関する調査研究を行い、航空整備及び航空基地業務に関する要員の養成に当たっている。
操縦士や航空士の養成は教育航空集団で行われる。

## 沿革
- 1959年（昭和34年）10月21日：「白井術科教育隊」が新編。
- 1961年（昭和36年）2月1日：「海上自衛隊第3術科学校」が新設。白井術科教育隊が廃止。
- 1975年（昭和50年）10月1日：航空補給の教育を第4術科学校の補給教育に移管。

## 組織編成[2]
- 総務課

- 教務部
  - 教務課
  - 教材課
  - 整備課
- 教育第1部…航空機整備の術科及び技術管理に関する教育訓練 
  - 庶務1係
  - 総合整備科
  - 航空機整備科
  - 技術管理科
  - 航空電気計器整備科
  - 航空機体整備科
- 教育第2部…航空電子・航空武器及び航空救命整備の術科に関する教育訓練 
  - 庶務2係
  - 航空電子整備科
  - 航空武器整備科
- 教育第3部…施設の工事・航空基地運用及び写真の術科並びに教育技術及び体育に関する教育訓練     
  - 庶務3科
  - 教育技術科
  - 施設科
  - 地上救難科
  - 写真科
  - 陸警科
  - 体育科
- 研究部     
  - 企画室
  - 研究室
  - 資料課
- 学生隊     
  - 本部
  - 第1学生隊
  - 第2学生隊

- 主任教官（5人）
- 学校教官
- 研究部員

## 主要幹部
| 官職名                  | 階級    | 氏名     | 補職発令日     | 前職                                                              |
| ----------------------- | ------- | -------- | -------------- | ----------------------------------------------------------------- |
| 海上自衛隊第3術科学校長 | 海将補  | 大塚裕孝 | 2025年03月24日 | 防衛監察本部監察官                                                |
| 副校長                  | 1等海佐 | 河井孝夫 | 2024年03月31日 | 近畿中部防衛局調達部次長 →2024年3月21日 海上自衛隊第3術科学校勤務 |
| 教務部長                | 1等海佐 | 兼本貢祐 | 2024年07月08日 | 海上幕僚監部装備計画部航空機課長                                  |
| 教育第1部長             | 1等海佐 | 藤井洋二 | 2024年12月20日 | 海上幕僚監部装備計画部航空機課 回転翼班長                         |
| 教育第2部長             | 1等海佐 | 髙橋曉生 | 2025年03月31日 | 防衛装備庁プロジェクト管理部 事業監理官付事業計画調整官           |
| 教育第3部長             | 1等海佐 | 今野政則 | 2025年03月21日 | 海上幕僚監部防衛部施設課勤務                                      |
| 研究部長                | 1等海佐 | 笠原健治 | 2025年03月01日 | 海上自衛隊幹部学校付                                              |

| 代                      | 氏名               | 在職期間                | 出身校・期                       | 前職                                  | 後職                                                            | 備考                              |
| 白井術科教育隊司令      | 白井術科教育隊司令 | 白井術科教育隊司令      | 白井術科教育隊司令               | 白井術科教育隊司令                    | 白井術科教育隊司令                                              | 白井術科教育隊司令                |
| ----------------------- | ------------------ | ----------------------- | -------------------------------- | ------------------------------------- | --------------------------------------------------------------- | --------------------------------- |
| 0 1                     | 広瀬保行           | 1959.10.21 - 1960.1.15  | 海機48期                         | 白井術科教育隊設立準備室長            | 白井術科教育隊業務部長                                          | 2等海佐                           |
| 0 2                     | 福田英夫           | 1960.1.16 - 1961.1.31   | 海機43期                         | 鹿屋術科教育隊司令                    | 海上自衛隊第3術科学校長                                         | 1等海佐                           |
| 海上自衛隊第3術科学校長 |                    |                         |                                  |                                       |                                                                 |                                   |
| 01                      | 福田英夫           | 1961.2.1 - 1961.8.31    | 海機43期                         | 白井術科教育隊司令                    | 海上幕僚監部付 →1962.7.16 同技術部付 →1962.9.1 同技術部管理課長 | 1等海佐                           |
| 02                      | 永瀬芳雄           | 1961.9.1 - 1965.6.30    | 海機41期                         | 海上幕僚監部技術部航空機課長          | 退職                                                            | 就任時1等海佐 1963.7.1 海将補昇任 |
| 03                      | 岡武知己           | 1965.7.16 - 1966.12.15  | 海機44期                         | 海上自衛隊第3術科学校副校長           | 退職                                                            | 就任時1等海佐 1966.1.1 海将補昇任 |
| 04                      | 十河義郎           | 1966.12.16 - 1970.12.31 | 海機46期                         | 需給統制隊副長                        | 退職                                                            | 就任時1等海佐 1968.1.1 海将補昇任 |
| 05                      | 遠田岩美           | 1971.1.1 - 1973.3.15    | 海機48期                         | 海上自衛隊第3術科学校副校長           | 海上幕僚監部付 →1973.4.1 退職                                   |                                   |
| 06                      | 紺屋喜代信         | 1973.3.16 - 1974.3.15   | 海兵70期                         | 海上自衛隊第3術科学校副校長           | 木更津航空補給所長                                              |                                   |
| 07                      | 眞田義夫           | 1974.3.16 - 1975.9.30   | 海機52期                         | 海上自衛隊第3術科学校副校長           | 海上幕僚監部付 →1976.1.1 退職                                   | 就任時1等海佐 1974.4.1 海将補昇任 |
| 08                      | 飯田武二           | 1975.10.1 - 1977.8.31   | 海機53期                         | 海上自衛隊第3術科学校副校長           | 海上幕僚監部付 →1977.12.5 退職                                  | 就任時1等海佐 1976.1.1 海将補昇任 |
| 09                      | 森山 晃            | 1977.9.1 - 1978.6.30    | 海機53期                         | 木更津航空補給所長                    | 需給統制隊司令                                                  | 海将                              |
| 10                      | 沖 周              | 1978.7.1 - 1980.12.4    | 海機54期                         | 木更津航空補給所長                    | 退職                                                            | 1979.2.1 海将昇任                 |
| 11                      | 土屋 正            | 1980.12.5 - 1982.2.15   | 海機56期                         | 下総教育航空群司令                    | 海上幕僚監部付 →1982.4.16 退職                                  |                                   |
| 12                      | 高田武人           | 1982.2.16 - 1984.7.31   | 海機56期・ 鉄道教習所 昭和24年卒 | 海上幕僚監部技術部副部長              | 退職                                                            | 海将                              |
| 13                      | 秋山秀義           | 1984.8.1 - 1986.2.28    | 海保大1期・ 4期幹候              | 防衛大学校訓練部長                    | 需給統制隊司令                                                  |                                   |
| 14                      | 田中範幸           | 1986.3.1 - 1987.3.1     | 海保大2期・ 6期幹候              | 木更津航空補給所長                    | 調達実施本部副本部長 （調達管理第1担当）                        |                                   |
| 15                      | 小林 紘            | 1987.3.2 - 1988.7.31    | 広島大・ 6期幹候                 | 需給統制隊業務第2部長                 | 退職                                                            |                                   |
| 16                      | 佐藤 弘            | 1988.8.1 - 1990.3.15    | 防大2期                          | 下総航空工作所長                      | 退職                                                            |                                   |
| 17                      | 室井壽夫           | 1990.3.16 - 1991.3.15   | 防大3期                          | 舞鶴地方総監部幕僚長                  | 退職                                                            |                                   |
| 18                      | 中村克二           | 1991.3.16 - 1993.6.30   | 防大6期                          | 調達実施本部横浜支部副支部長          | 退職                                                            | 就任時1等海佐 1991.7.1 海将補昇任 |
| 19                      | 清水幸夫           | 1993.7.1 - 1995.3.22    | 防大7期                          | 下総教育航空群司令                    | 第22航空群司令                                                  |                                   |
| 20                      | 後藤淳一郎         | 1995.3.23 - 1996.6.30   | 防大7期                          | 木更津航空補給所長                    | 退職                                                            |                                   |
| 21                      | 森本康洋           | 1996.7.1 - 1998.6.30    | 防大9期                          | 航空集団司令部幕僚長                  | 退職                                                            |                                   |
| 22                      | 上村堯彦           | 1998.7.1 - 1999.7.11    | 防大12期                         | 木更津航空補給所長                    | 海上幕僚監部装備部長                                            |                                   |
| 23                      | 竹田茂三           | 1999.7.12 - 2001.6.28   | 防大12期                         | 第1航空修理隊司令                     | 退職                                                            |                                   |
| 24                      | 光中義隆           | 2001.6.29 - 2003.6.30   | 防大14期                         | 契約本部副本部長 （契約管理第1担当）  | 退職                                                            |                                   |
| 25                      | 山崎郁夫           | 2003.7.1 - 2006.3.26    | 東京理大・ 26期幹候              | 海上幕僚監部装備部 航空機課長         | 海上自衛隊幹部学校副校長                                        |                                   |
| 26                      | 畑田 実            | 2006.3.27 - 2008.3.25   | 防大20期                         | 海上幕僚監部人事教育部 援護業務課長   | 海上自衛隊補給本部副本部長                                      |                                   |
| 27                      | 小野原正信         | 2008.3.26 - 2010.3.28   | 防大22期                         | 海上自衛隊補給本部副本部長            | 海上自衛隊補給本部長                                            |                                   |
| 28                      | 細谷正夫           | 2010.3.29 - 2011.4.26   | 防大23期                         | 装備施設本部副本部長 （艦船車両担当） | 海上幕僚監部装備部長                                            |                                   |
| 29                      | 市川武彦           | 2011.4.27 - 2013.3.27   | 防大25期                         | 統合幕僚学校副校長                    | 装備施設本部副本部長 （艦船車両担当）                           |                                   |
| 30                      | 本橋稔彦           | 2013.3.28 - 2016.3.22   | 防大26期                         | 海上自衛隊航空補給処長                | 退職                                                            |                                   |
| 31                      | 大島孝二           | 2016.3.23 - 2017.12.19  | 防大29期                         | 海上自衛隊補給本部副本部長            | 海上自衛隊補給本部長                                            |                                   |
| 32                      | 伊藤秀人           | 2017.12.20 - 2019.3.31  | 防大34期                         | 航空集団司令部幕僚長                  | 海上自衛隊補給本部副本部長                                      |                                   |
| 33                      | 石田伸介           | 2019.4.1 - 2020.3.17    | 防大32期                         | 防衛装備庁調達事業部 総括装備調達官   | 防衛装備庁プロジェクト管理部 プロジェクト管理総括官             |                                   |
| 34                      | 阿部 智            | 2020.3.18 - 2021.3.25   | 防大30期                         | 統合幕僚監部首席後方補給官            | 退職                                                            |                                   |
| 35                      | 松岡広哲           | 2021.3.26 - 2025.3.23   | 防大35期                         | 海上幕僚監部装備計画部航空機課長      | 退職                                                            |                                   |
| 36                      | 大塚裕孝           | 2025.3.24 -             | 防大39期                         | 防衛監察本部監察官                    |                                                                 |                                   |